# 金日成競技場
金日成競技場（キム・イルソンきょうぎじょう、朝鮮語: 김일성경기장）は、朝鮮民主主義人民共和国（北朝鮮）の平壌市中区域にある陸上競技場兼球技場。

## 概説
大同江西岸、凱旋門の東側に立地する。もとは「牡丹峰（モランボン）競技場」という小規模の運動場であったが、1982年に金日成主席が70歳の誕生日を迎えたことを記念して改称されると同時に拡張された。
収容可能人数は約5万人。陸上トラックと人工芝のサッカーコートを有する競技場である。
毎年4月に行われる万景台賞国際マラソン（平壌国際マラソン）では、本競技場がスタート/ゴール地点として使われている。

### アクセス
最寄りの駅は、平壌地下鉄千里馬線の凱旋駅である。

## 試合・騒動
2005年3月30日の2006年サッカーW杯アジア予選グループB最終予選の北朝鮮-イラン戦では、審判の判定に憤慨した観衆が椅子をグラウンドに投げつけ、イラン代表を乗せたバスを取り囲むという事件が起きた。そのため、北朝鮮はFIFAから2万スイス・フランの制裁金を課され、同年6月8日に本競技場で開催される予定だった同最終予選北朝鮮-日本戦は、タイでの第三国無観客試合となった。
2011年11月15日の2014年サッカーW杯アジア予選3次予選グループCでは、本競技場で北朝鮮-日本戦が開催された。日本戦が平壌市内で開催されたのは、22年ぶりとなった。
2019年10月15日に行われた、2022年サッカーW杯アジア予選2次予選グループHの北朝鮮-韓国戦では、北朝鮮が選手団を除く韓国側人員の訪朝を説明なく全て不許可としたため、試合の中継放送が実施されなかった上に、北朝鮮側の観客も動員されず事実上の無観客試合となり、韓国代表チームは報道陣や応援団が1人もいない中でプレーするという異様な状況での試合を強いられた（後に北朝鮮の出場辞退により試合結果は無効となっている）。

## 画像

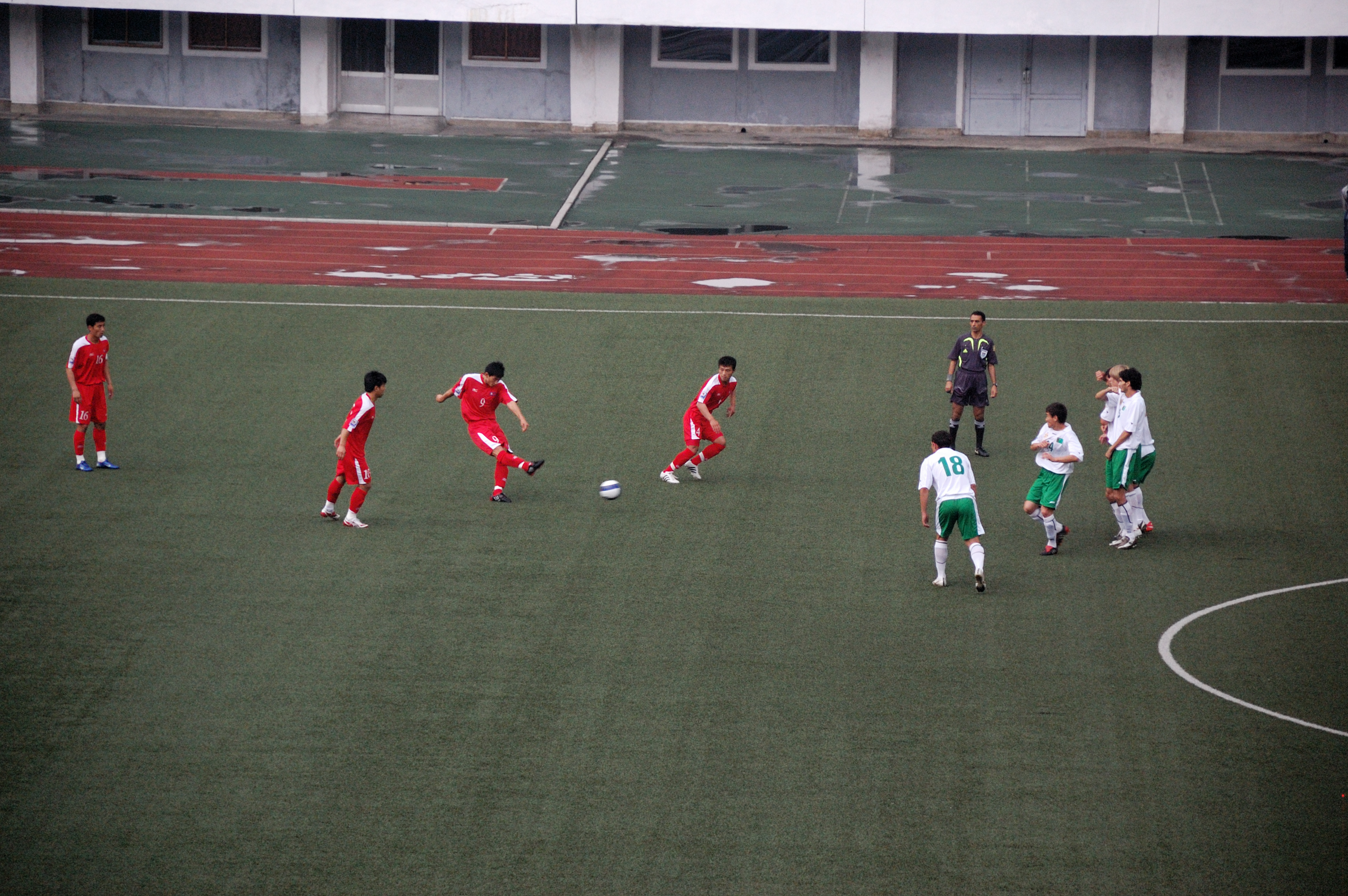
2010年サッカーW杯アジア予選3次予選 北朝鮮 - トルクメニスタン戦（2008年6月7日）
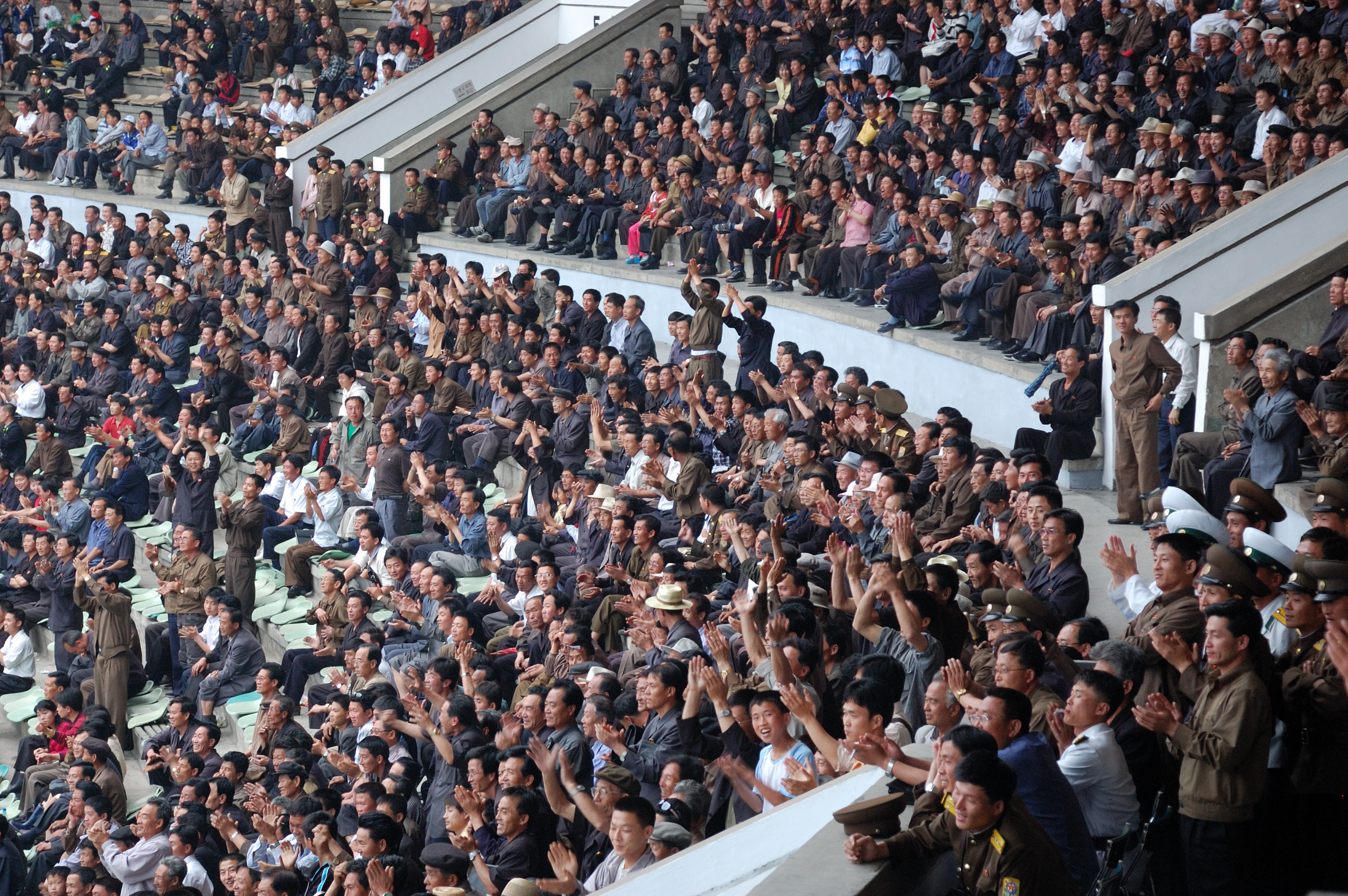
同試合を観戦する観衆